# Пітайо еквадорський
Пітайо еквадорський (Silvicultrix jelskii) — вид горобцеподібних птахів родини тиранових (Tyrannidae). Мешкає в Еквадорі і Перу. Вид названий на честь польського зоолога і мандрівника Костянтина Єльського.

## Поширення і екологія
Еквадорські пітайо мешкають на півдні Еквадору та на заході Перу. Вони живуть у вологих гірських ропічних лісах Анд. Зустрічаються на висоті від 1300 до 3400 м над рівнем моря.